# Освящение икон

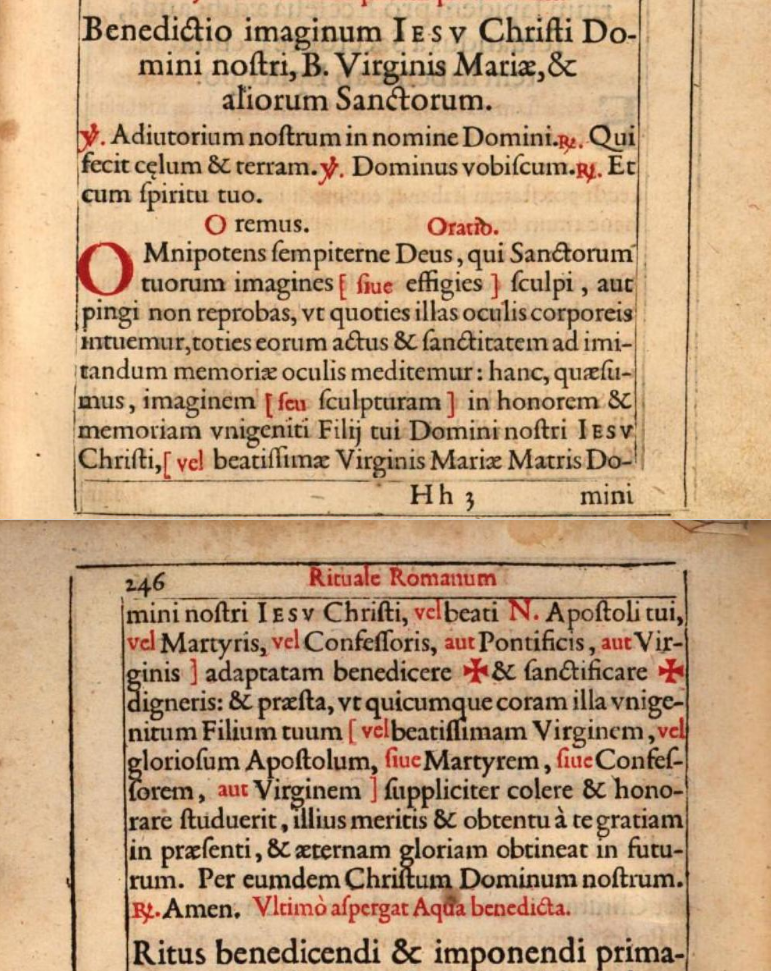
«Rituale Romanum» (Roman Ritual) 1626 год. Благословение иконы Господа нашего Иисуса Христа, Девы Марии, или любого святого

Освяще́ние ико́н (лат. Benedictio imaginum Iesu Christi Domini nostri, B.  Mariam Virginem, et aliorum Sanctorum — «Благословение образа Иисуса Христа, Господа нашего, Пресвятой Марии Девы, а также других святых») — обряд благословения изображений, мозаик, витражей, фресок и другой монументальной живописи в исторических церквях.

## История
Освящение рукотворных предметов известно ещё с ветхозаветных времён, так освящались скиния завета (Исх. 40:34) и храм Соломона (2Пар. 7:1). Точное время появления чина освящения икон в христианстве неизвестно, но общепризнано позднее его происхождение. Впервые чин зафиксирован он в православных богослужебных книгах — в Требнике Петра Могилы (1646 год). Чин является переработанным переводом чина освящения икон из латинского католического богослужебного сборника Rituale Romanum 1614 года. На Русь эта традиция пришла только после Раскола. В старообрядчестве и в греческих церквях данного чина нет.
Отсутствие чина освящения икон служило в своё время аргументом к отрицанию святости икон иконоборцами:

…Нет также и священной молитвы, освящающей их (иконы), чтобы сделать их из обыкновенных предметов святыми, но постоянно остаются они вещами обыкновенными, не имеющими никакого особенного значения, кроме того, какое сообщил им живописец…
— Определения иконоборческого собора 754 года

## В Русской православной церкви

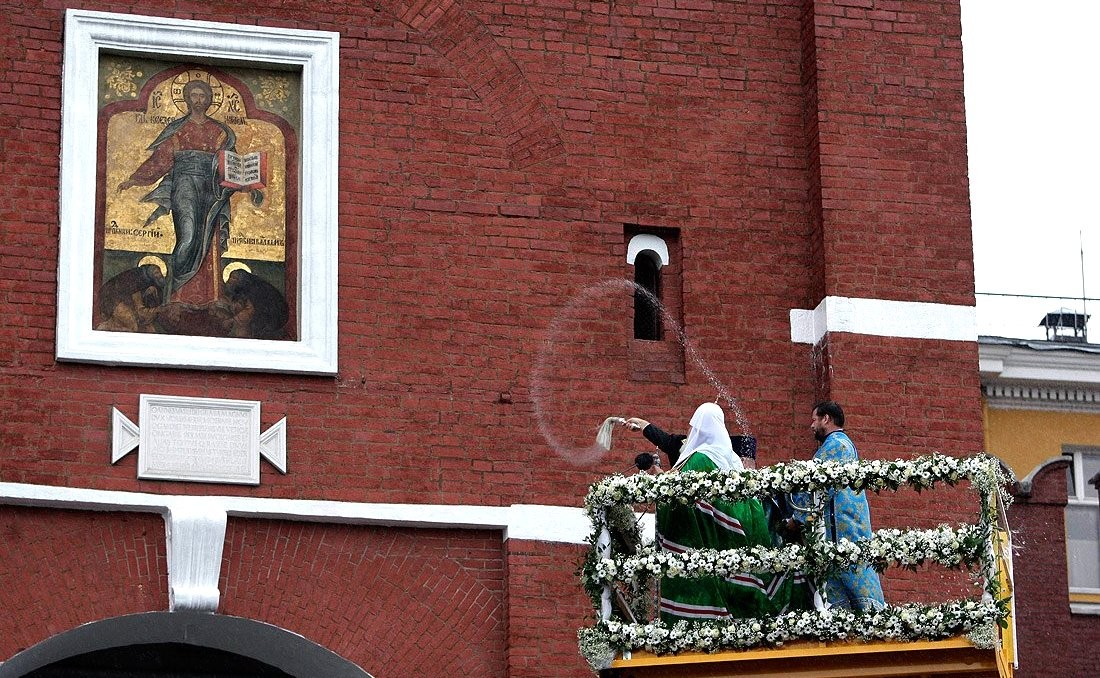
Церемония открытия надвратной иконы на Спасской башне Московского Кремля с участием патриарха Кирилла, 2010

В современной практике Русской православной церкви используется особый чин освящения икон с чтением определённых молитв и окроплением иконы святой водой.
Особые чинопоследования существуют в Требнике Петра Могилы также для освящения:
- иконы Троицы, либо праздника, связанного с Троицей (Богоявление (Крещение), Сошествие Святого Духа (Пятидесятница, Троица), Преображение Господне)
- иконы Христа, либо праздников, связанных со Христом
- иконы Богородицы и богородичных праздников
- иконы святого (святых)

Необходимость чина освящения икон в настоящее время отдельными авторами поставлена под сомнение. Один из основных аргументов противников чина освящения икон — отсутствие чина в Древней церкви.